# 여, 여
《여, 여》는 1989년 7월 2일에 MBC TV에서 방영된 베스트셀러극장이다.

## 줄거리
신문사에 근무하는 전화교환원 유리하고 묘수는 야간 근무중 잘못 걸려온 뜻밖의 살인사건에 휘말리게 된다.
사건의 단서라고는 유리하고 묘수가 우연히 듣게 된 범인의 목소리 정도에 불과하다.

## 출연
- 한애경
- 노경주
- 서인석
- 정승호
- 김주영
- 김애경